# Деспортива Ферровиария Вали-ду-Риу-Доси
«Ассосиасан Деспортива Ферровиа́рия Вали-ду-Риу-Доси» (порт.-браз. Associação Desportiva Ferroviária Vale do Rio Doce), также называемый «Ферровиария Вали-ду-Риу-Доси», «Деспортива Ферровиария» и «Тива» — бразильский футбольный клуб из города Кариасика, штат Эспириту-Санту.

## История
До 1963 года у компании Вали-ду-Риу-Доси было несколько футбольных клубов, основанных работниками предприятия, «Кауэ» (порт.-браз. Cauê), «Ферровиарио» (порт.-браз. Ferroviário SC), «Гуарани» (порт.-браз. EC Guarany), «Вали-ду-Риу-Доси» (порт.-браз. A.A. Vale do Rio Doce), «Валериодоси» (порт.-браз. AE Valeriodoce) и «Крузейро» (порт.-браз. Cruzeiro F.C.). Некоторые из этих команд были профессиональными, в частности участвовали в розыгрышах чемпионата штата Эспириту-Санту. У правления Вали-ду-Риу-Доси было сильное желание объединить все шесть команд в одну. Переговоры шли сложно, так как члены всех шести команд желали сохранить всех членов клубов в новой команде. 18 сентября 1959 года была собрана комиссия, задачей которой стало равно удовлетворить интересы всех клубов. 7 ноября того же года комиссия постановила, что возможно создать единую команду без ущерба остальных. Спустя 4 года, 17 июня 1963 года был основан клуб «Деспортива Ферровиария». Остальные шесть клубов своё существование прекратили. Годом позже клуб выиграл титул чемпиона штата Эспириту-Санту. 
В 1965 году «Деспортива» приняла участие в розыгрыше Чаши Бразилии, турнира позже признанного равным чемпионату Бразилии. Большой успех пришёл к середине 1970-х, когда клуб за 15 лет выиграл 7 титулов чемпиона штата, включая три чемпионских звания подряд, с 1979 по 1981 год. В тот же период, в 1980 году, клуб добился наивысшего, восьмого места в чемпионате страны. В 1997 году Компания Вали-ду-Риу-Доси была приватизирована. Компания Vale, появившаяся в результате этого, перестала быть спонсором команды. Более того, она настояла на взимании денег за аренду стадиона. Однако позже аренда была передана клубу в дар. В 1999 году клуб был переименован в «Деспортива Капишаба» (порт.-браз. Desportiva Capixaba). Это связано с получением финансовой группой Frannel/Villaforte контрольного пакета (51%) акций компании-владельца клуба Desportiva Capixaba S.A.. В 2011 году компанда обрела своё нынешнее наименование — «Деспортива Ферровиария Вали-ду-Риу-Доси».

## Символы
Логотип клуба представляет собой сочетание железнодорожных путей и футбольного мяча в дизайне 1960-х годов. Позже он несколько раз менялся, однако на данный момент логотип почти аналогом оригинального логотипа 1963 года. Первым цветом команды был зелёный и жёлтый, но уже на второй год основания клуба цвет сменился на бордовый. Маскотом команды является Машинист.

## Достижения
- Чемпион штата Эспириту-Санту:  	1964, 1965, 1967, 1972, 1974, 1977, 1979, 1980, 1981, 1984, 1986, 1989, 1992, 1994, 1996, 2000, 2013, 2016
- Обладатель Кубка Эспириту-Санту: 2008, 2012
- Обладатель Кубка чемпионов Эспириту-Санту: 2014